# Równica (potok)
Równica – potok w południowej Polsce w woj. dolnośląskim w Sudetach Wschodnich, na Wysoczyżnie Idzikowej.
Potok, o długości około 2,6 km, prawy dopływ Waliszowskiej Wody, jest ciekiem IV rzędu należącym do dorzecza Odry, zlewiska Morza Bałtyckiego.

## Charakterystyka
Źródło rzeki położone jest w południowo-środkowej części pasma Krowiarek na północ od wyludnionej wsi Marcinków na północno-zachodnim zboczu wzniesienia Skowronia Góra, na wysokości ok. 540 m n.p.m. W części źródliskowej rzeka płynie szeroką bezleśną doliną w kierunku północno-zachodnim. Niżej na poziomie 520 m n.p.m. u południowego podnóża wzniesienia Skowronek rzeka skręca na zachód i płynie V-kształtną wzdłuż granicy Śnieżnickiego Parku Krajobrazowego w kierunku ujścia, gdzie na wysokości ok. 390 m n.p.m. na południe od Nowego Waliszowa uchodzi do Waliszowskiej Wody. Koryto rzeki kamienisto-żwirowe słabo spękane i na ogół nieprzepuszczalne. Zasadniczy kierunek biegu rzeki jest północno-zachodni. Jest to rzeka górska odwadniająca środkowo-zachodnią część masywu Krowiarki. Rzeka nieuregulowana dzika. W większości swojego biegu płynie obok drogi, wśród terenów niezabudowanych, brzegi w 75% zadrzewione, szerokość koryta do 1,5 m a śr. głębokość 0,25 m, dno bez roślin. Rzeka charakteryzuje się dużymi nie wyrównanymi spadkami podłużnymi.

## Dopływy
Kilka bezimiennych strumyków mających źródła na zboczach przyległych wzniesień.